# VW California

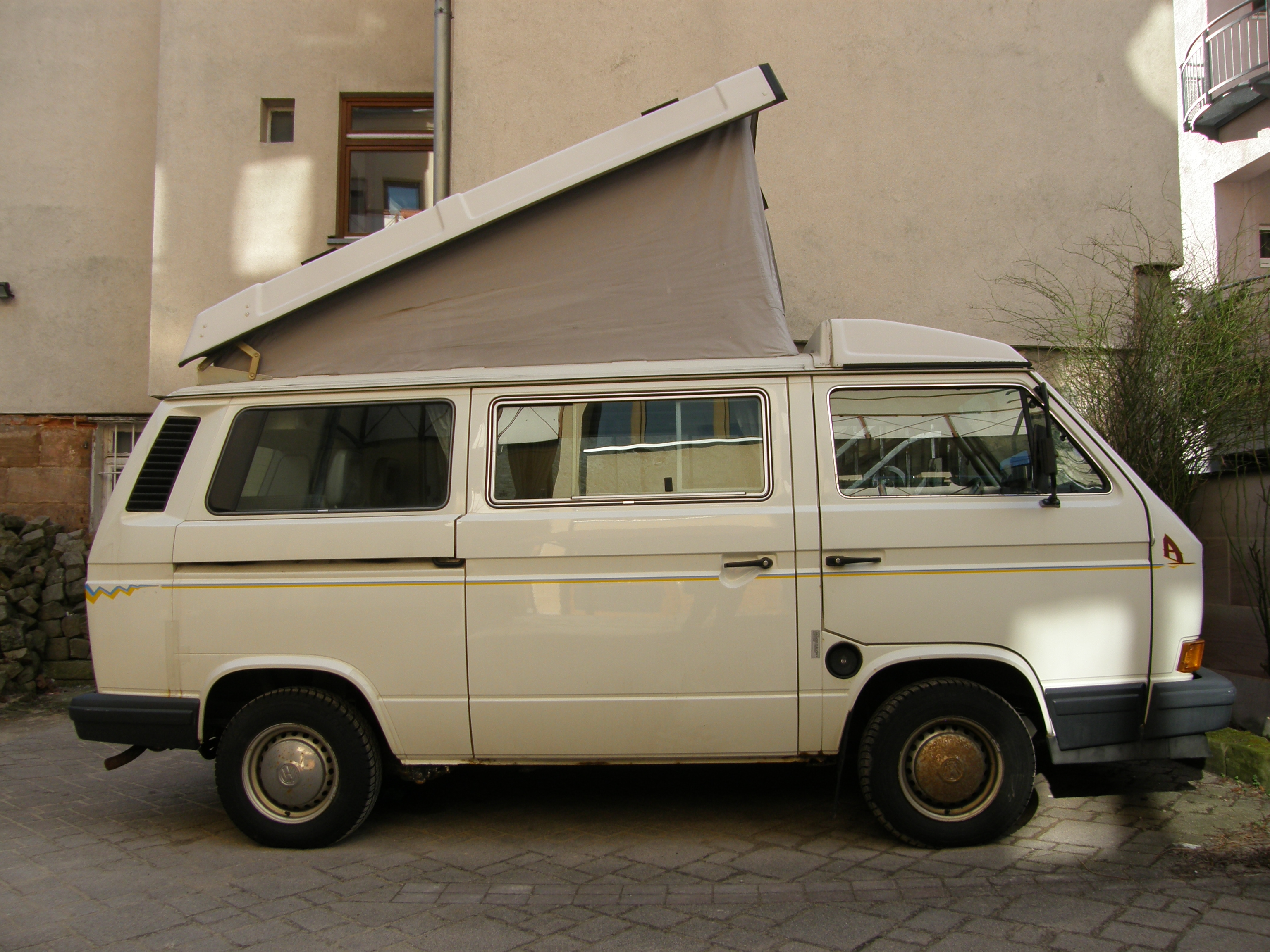
1990: California, Klappdach geöffnet, pastellweiß

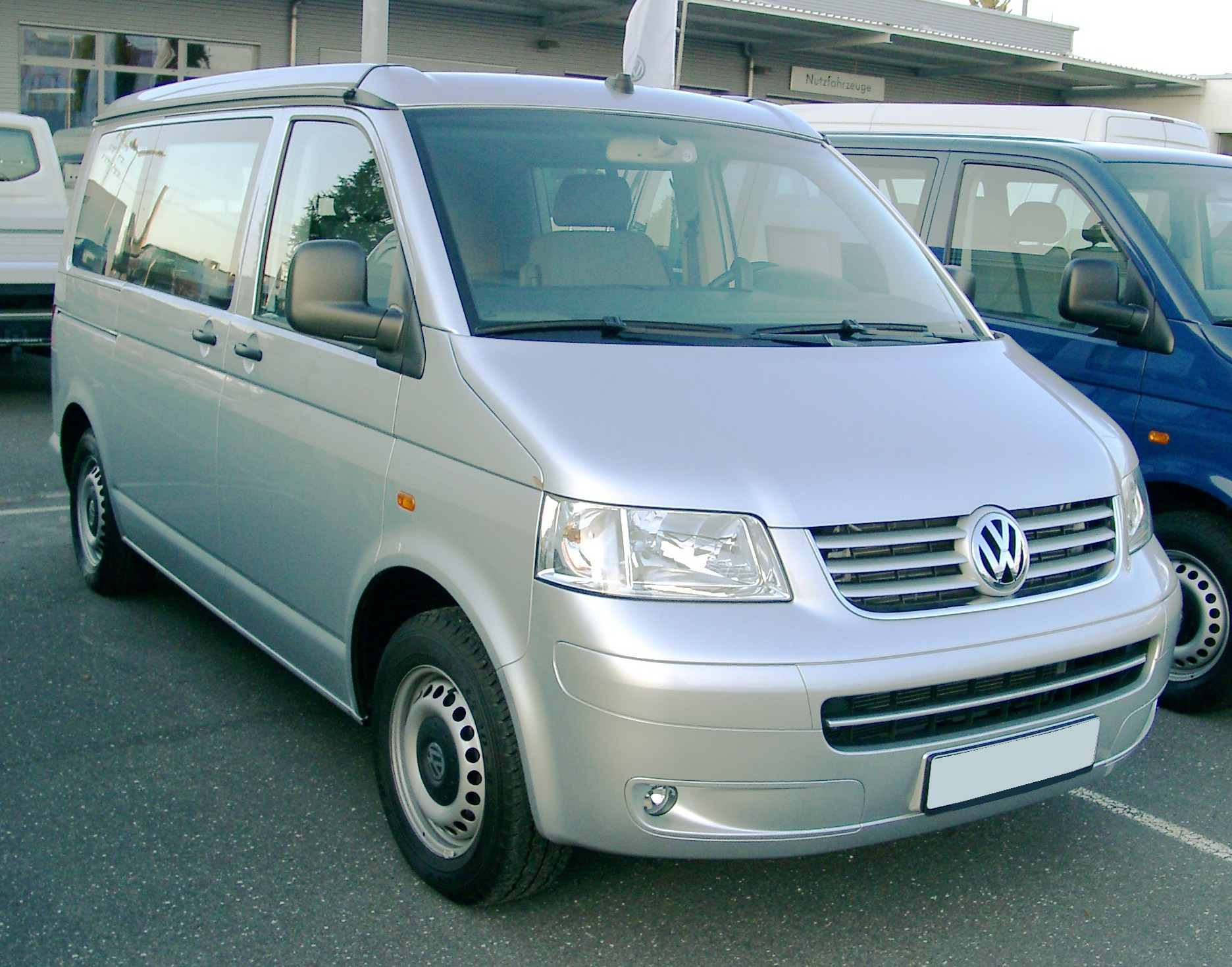
2007: California (T5)

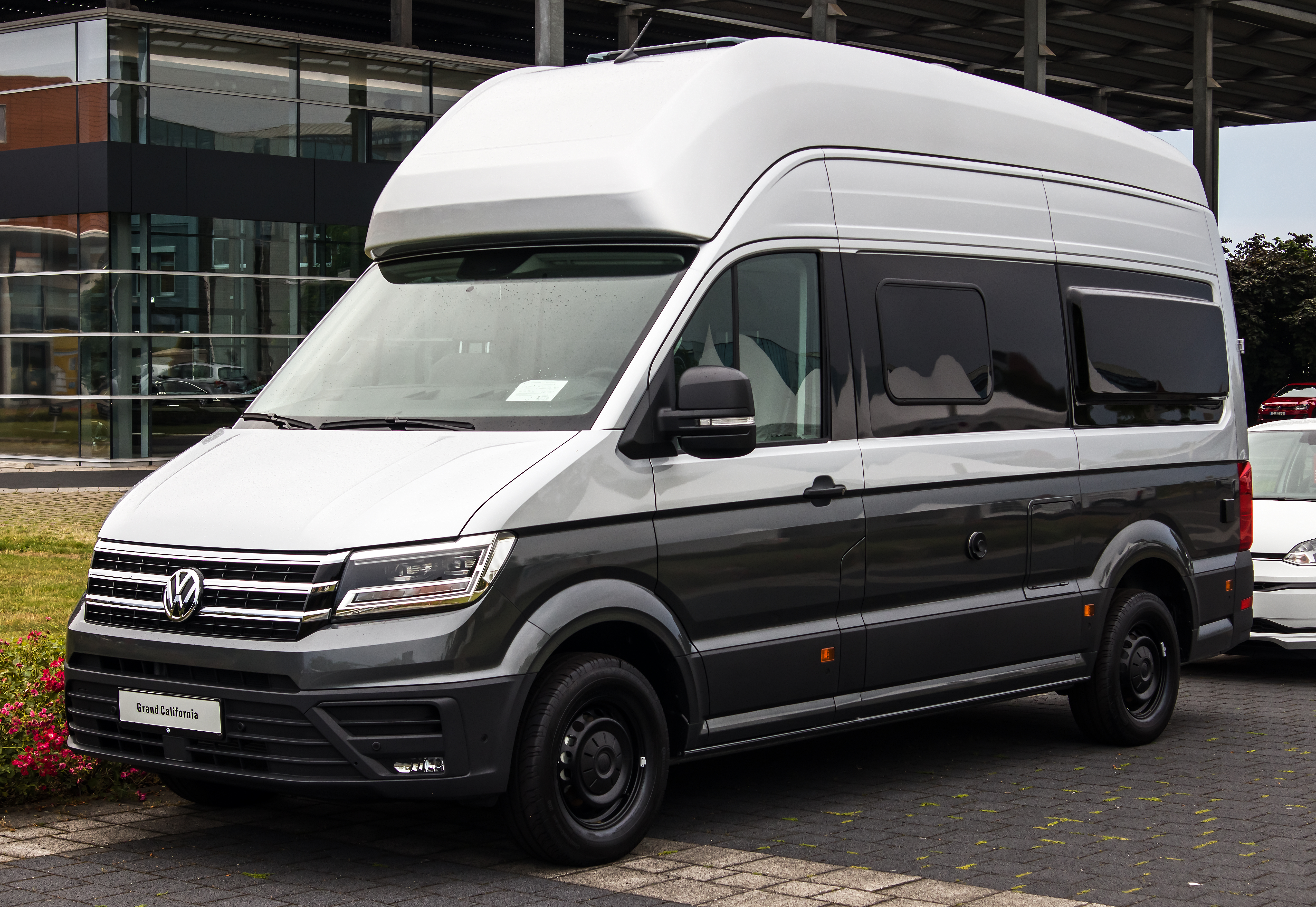
Grand California 600 auf Basis des VW Crafter

Der VW California ist ein Reisemobil auf Basis des VW-Busses, das 1989 auf Basis des T3 eingeführt wurde. Bis einschließlich der folgenden Version auf Basis des T4 war Westfalia für den Ausbau der Fahrzeuge verantwortlich. Seit 2004 baut Volkswagen Group Services, eine 100-prozentige Tochter von VW, den California auf Basis des T5 in Hannover selbst aus. In der Schweiz werden die Modelle umgangssprachlich als Büssli bezeichnet.

## Geschichte
Auf dem Caravansalon in Essen 1988 stellte VW ein Reisemobil vor, das nicht mehr unter der Ausbauermarke Westfalia vertrieben wurde. Auf dem US-Markt praktizierte VW dies bereits seit einigen Jahren erfolgreich; Basis war das Modell Joker von Westfalia, das in den USA Vanagon Camper genannt wurde. Die Verwandtschaft zum Vanagon Camper dokumentierte sich auch in der Verwendung des Schriftzuges Vanagon am Heck der California-Modelle. Idee von Volkswagen war es, durch einen Großauftrag an Westfalia Kosten einzusparen. Die Fertigung erfolgte bei Westfalia in Rheda-Wiedenbrück.
Nach der Einführung des T5 und der Übernahme von Westfalia durch DaimlerChrysler beschloss VW-Nutzfahrzeuge, ein neues Reisemobil selbst zu entwickeln und zu produzieren. Für die Produktion richtete VW eine Fertigungsanlage in Hannover-Limmer ein. Dort werden die Basisfahrzeuge aus dem Volkswagenwerk Hannover mit den Wohnmobilausstattungen ausgerüstet. Das Werk hat eine Kapazität von maximal 5000 Fahrzeugen pro Jahr. Seit 2004 ist der California auf dem Markt und wurde Ende 2009 mit den restlichen T5 einer Modellpflege unterzogen.
Auf der IAA 2017 wurde die Studie VW California XXL auf Basis des VW Crafter vorgestellt. Das 6,2 m lange Fahrzeug weist eine Stehhöhe von 2,2 m auf. Es bietet Schlafplätze für vier Personen und ist mit einer Fußbodenheizung ausgestattet. Das Serienmodell VW Grand California kam Anfang 2019 in den Handel.
Im Rahmen des Caravan Salon 2023 wurde der California auf Basis des T7 Multivan als seriennaher Prototyp vorgestellt.

## Ausstattung

### California (T3)

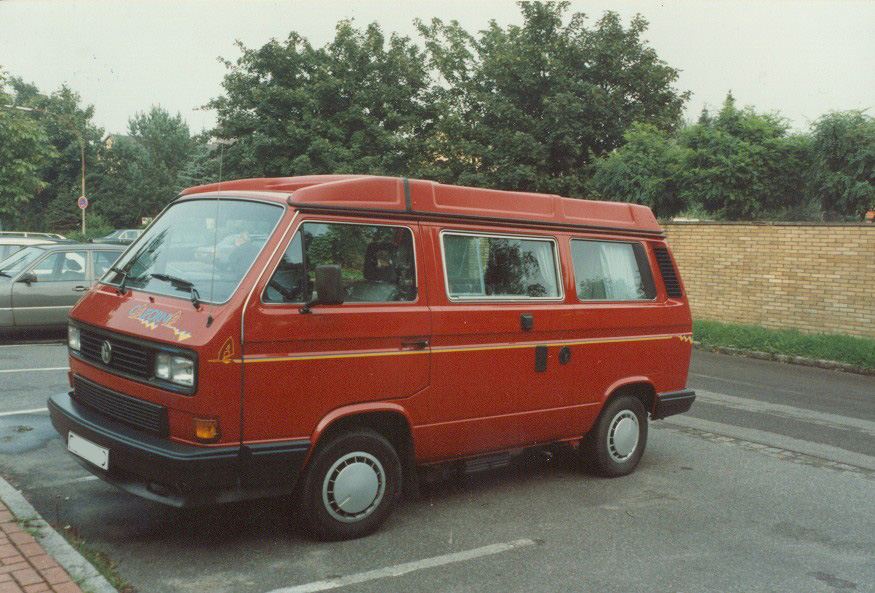
California (T3) mit Klappdach, 1989, marsalarot

Die Fahrzeuge waren mit allen Sonderausstattungen der Transporter-Preisliste und mit denen der separaten California-Wunschausstattungsliste erhältlich, sofern sie nicht miteinander kollidierten: Die beim Westfalia-Umbau Joker serienmäßigen Ausstattungsmerkmale waren beim California der ersten Generation gegen Aufpreis erhältlich. Der California war nach Wahl mit festem Hochdach oder Aufstelldach ausgestattet. Als Farben konnten ausschließlich pastellweiß und marsalarot gewählt werden. Einziger Polsterstoff war Gitterpunktvelours in der Farbe hellgrau, der ebenfalls im Vanagon Camper erhältlich war.
Durch den Erfolg des Pilotprojektes California wurden auch andere Modellreihen mit dem gleichen Prinzip vertrieben. Zum Beispiel der LT Florida, der aus dem Sven Hedin hervorging, sowie der T3 Atlantic, der aus dem Club Joker weiterentwickelt wurde.

#### Motoren
| Hubraum | Leistung | Getriebe                                                   | Kraftstoff |
| ------- | -------- | ---------------------------------------------------------- | ---------- |
| 1,6 l   | 51 kW    | 5-Gang-Schaltgetriebe                                      | Diesel     |
| 1,9 l   | 57 kW    | 5-Gang-Schaltgetriebe, 3-Gang-Automatikgetriebe            | Benzin     |
| 2,1 l   | 70 kW    | 5-Gang-Schaltgetriebe, 3-Gang-Automatikgetriebe (nur 1990) | Benzin     |
| 2,1 l   | 81 kW    | 5-Gang-Schaltgetriebe (nur 1989), 3-Gang-Automatikgetriebe | Benzin     |

### California (T4)

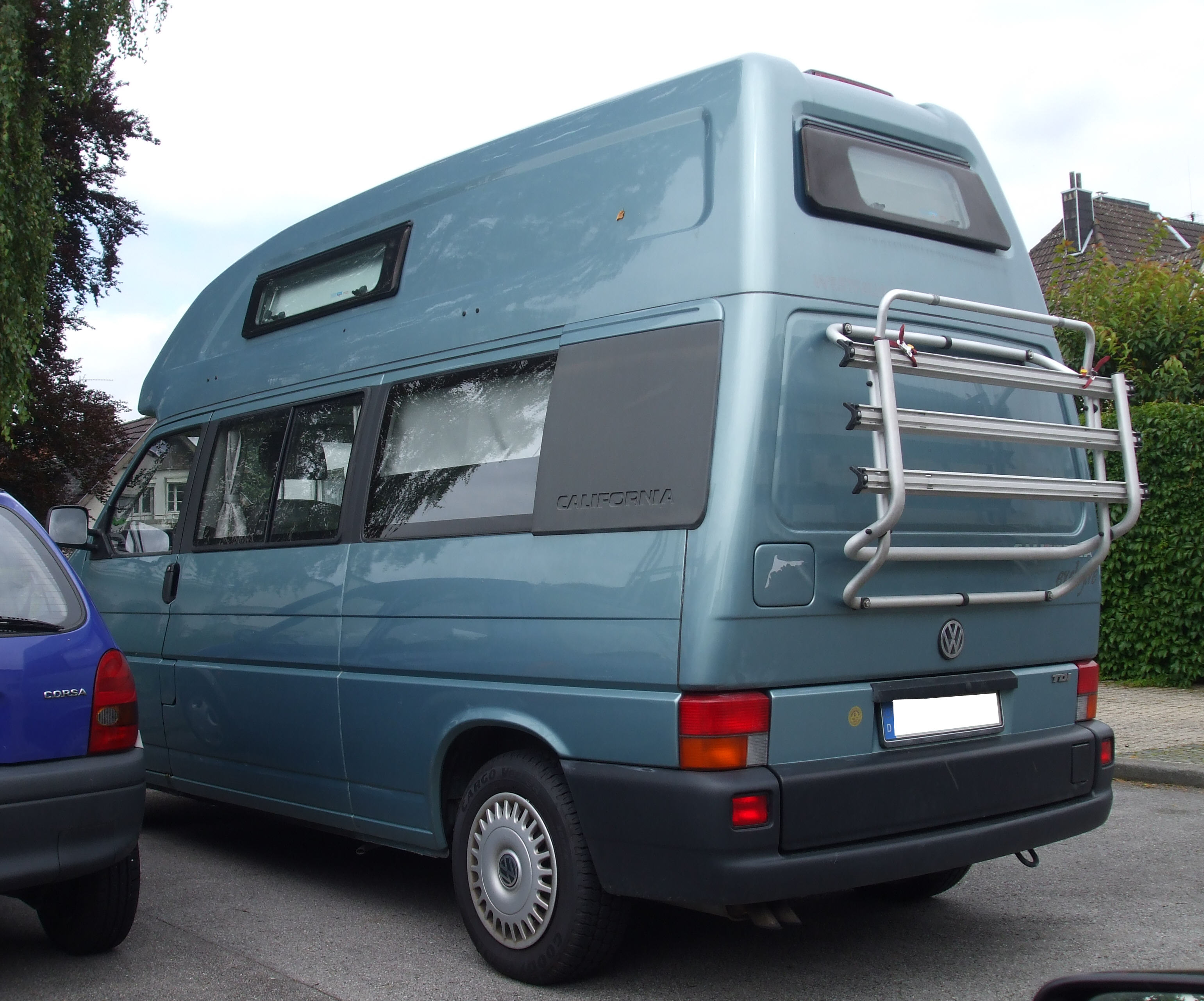
California Exclusive mit langem Radstand und festem Alkovenhochdach, 2000

Das Reisemobil wurde von 1991 bis 2003 gefertigt. Generell gab es verschiedene Dachformen. Am gängigsten waren das Hochdach mit „Nase“ und das Klappdach. Diese beiden Versionen verfügten über insgesamt vier Schlafplätze: je zwei im Dachbereich und je zwei im Wohnbereich, hierfür musste die Rücksitzbank umgeklappt werden. Darüber hinaus gab es noch das sogenannte Compactdach. Dieses bot Stauraum und Stehhöhe im Fahrzeug, aber keine zusätzlichen Schlafplätze. California mit Compactdach haben eine Höhe von etwa 2,4 m, California mit Aufstelldach etwa 2 m.
Neben den normalen Fahrzeugabmessungen gab es noch die Variante mit langem Radstand. Am häufigsten ist heute der Exclusive anzutreffen. Er basierte auf dem verlängerten Radstand und hatte ein festes Alkoven-Hochdach. Als Spitzenmodell verfügte der Exclusive über einen Sanitärbereich mit Klappwaschbecken und Toilette im Heck. Der Exclusive hat den California Club abgelöst, der ebenfalls über einen langen Radstand sowie ein festes Hochdach verfügte. Den Club gab es nur mit dem kurzen (älteren) Frontwagen (Motorhaube) und somit nicht mit TDI-Motoren. Daneben gab es noch für kürzere Zeit den California Tour mit langem Radstand, der allerdings ähnlich wie ein normaler California aufgebaut ist.

#### Motoren
| Hubraum | Zylinder | Leistung | Getriebe                                        | Kraftstoff |
| ------- | -------- | -------- | ----------------------------------------------- | ---------- |
| 2,0 l   | 4        | 62 kW    | 5-Gang-Schaltgetriebe                           | Benzin     |
| 2,5 l   | 5        | 81/85 kW | 5-Gang-Schaltgetriebe, 4-Gang-Automatikgetriebe | Benzin     |
| 2,8 l   | 6        | 103 kW   | 5-Gang-Schaltgetriebe, 4-Gang-Automatikgetriebe | Benzin     |
| 2,8 l   | 6        | 150 kW   | 4-Gang-Automatikgetriebe                        | Benzin     |
| 2,4 l   | 5        | 55/57 kW | 5-Gang-Schaltgetriebe, 4-Gang-Automatikgetriebe | Diesel     |
| 2,5 l   | 5        | 65 kW    | 5-Gang-Schaltgetriebe                           | Diesel     |
| 2,5 l   | 5        | 75 kW    | 5-Gang-Schaltgetriebe, 4-Gang-Automatikgetriebe | Diesel     |
| 2,5 l   | 5        | 111 kW   | 5-Gang-Schaltgetriebe                           | Diesel     |

### California (T5)
Der California T5 wurde in den beiden Modellreihen Beach und Comfortline eingeführt, beides Modelle mit dem kürzeren Radstand der Baureihe. Der Beach ist einfacher ausgestattet und für einen geringeren Grundpreis erhältlich. Ein Aufstelldach, in dem ein Bett mit Lattenrost untergebracht ist, kostet beim Beach Aufpreis. Zwischenzeitlich wurden Sondermodelle Biker, Sonora und NoLimit angeboten.
Der Comfortline hat eine Wohnmobileinrichtung mit mehreren Schränken und Staufächern, einer Kühlbox, einer Kochstelle mit Zwei-Flammen-Herd, einer Spüle und einer Sitzgruppe. Die Zweier-Sitzbank kann zu einer weiteren Liegefläche umgeklappt werden. Ein Tisch kann herausgeklappt und mit den drehbaren Vordersitzen zu einer Sitzgruppe für vier Personen kombiniert werden. In der Schiebetür ist ein Campingtisch verstaut, der mit den zwei in der Heckklappe untergebrachten Campingstühlen außerhalb des Fahrzeugs genutzt werden kann. Im Gegensatz zum Vorgänger sind die Möbel nicht mehr aus MDF gefertigt, sondern aus einem Aluminium-Sandwich-Material, das mit Holzfurnier abgeschlossen ist. Das Aufstelldach mit Bett gehört beim Comfortline zur Serienausstattung.
Mit der Modellpflege des T5 (T5-GP) bekam auch der California ab September 2009 die geänderte Front (aktuelles VW-Familiengesicht), neue Motoren und ein optionales 7-Gang-Doppelkupplungsgetriebe sowie das Sondermodell Europe.
Dem T5 drohen wegen unzulässiger hoher Stickoxid-Werte Fahrverbote.

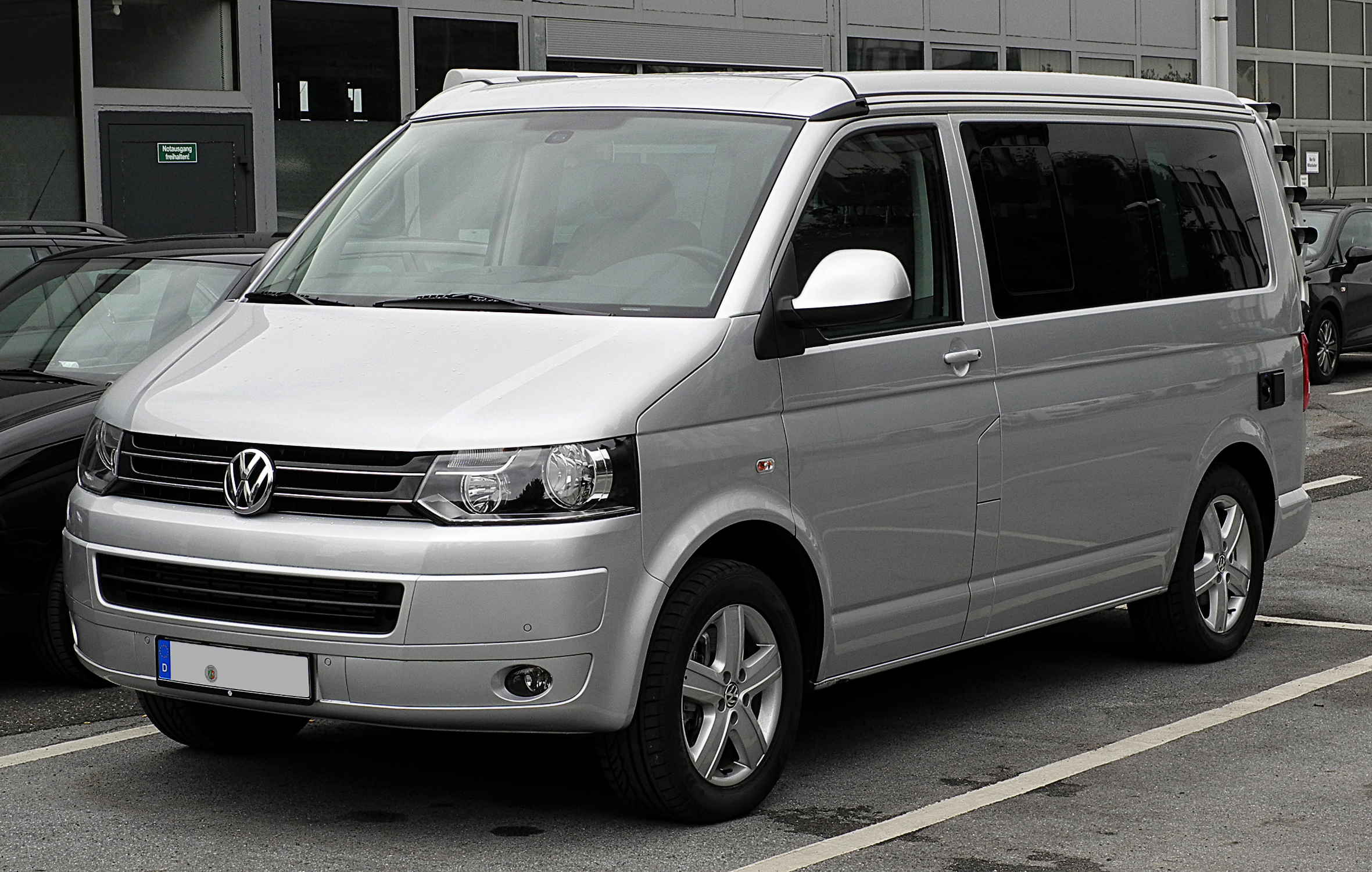
California Europe (2009–2015)
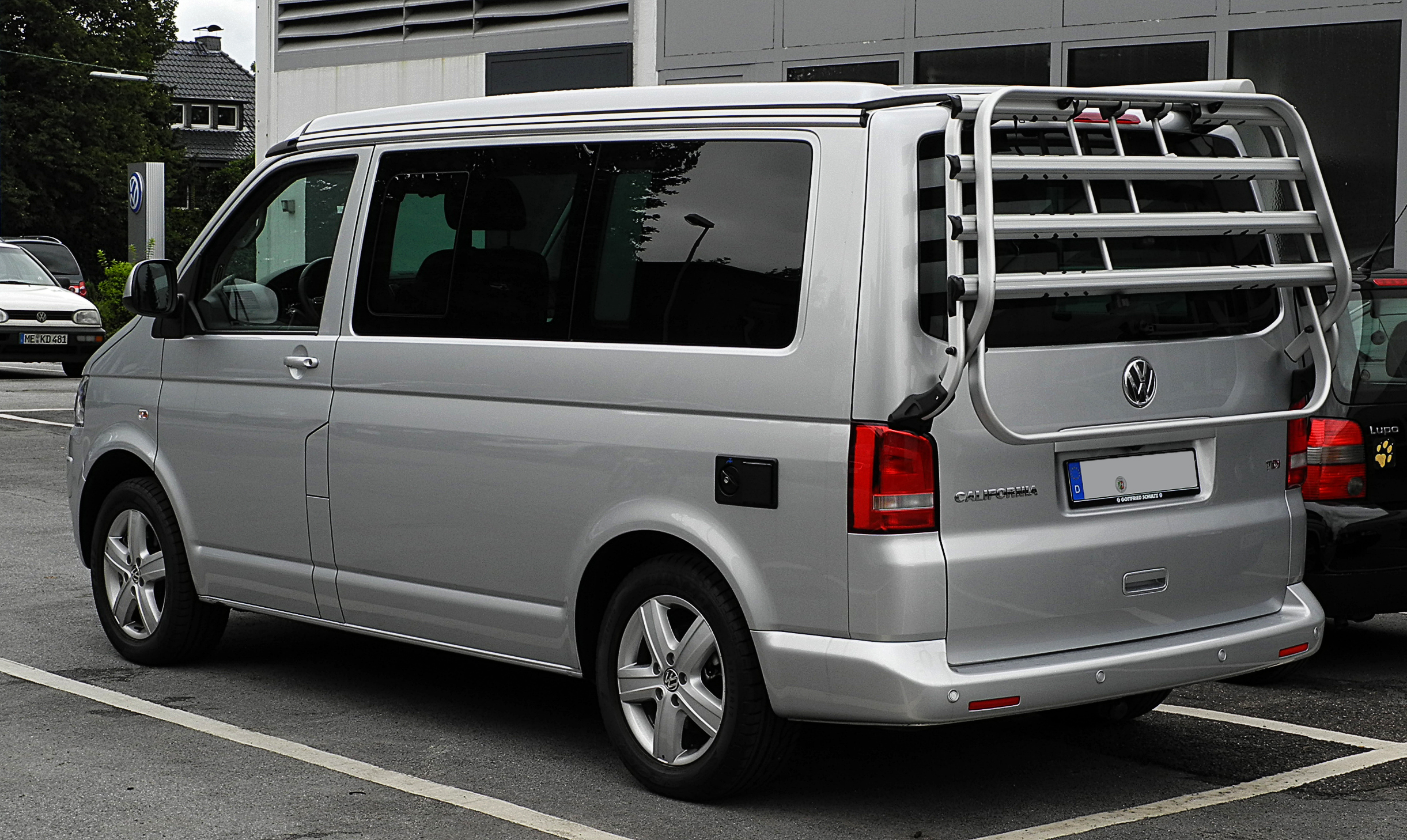
Heckansicht

#### Motoren

##### Auf Basis des T5 (2003–2008/2009)
| Hubraum | Zylinder | Leistung | Getriebe                                 | Kraftstoff |
| ------- | -------- | -------- | ---------------------------------------- | ---------- |
| 2,0 l   | 4        | 85 kW    | 5-Gang-Schaltgetriebe                    | Benzin     |
| 1,9 l   | 4        | 75/77 kW | 5-Gang-Schaltgetriebe, Automatikgetriebe | Diesel     |
| 2,5 l   | 5        | 96 kW    | 6-Gang-Schaltgetriebe, Automatikgetriebe | Diesel     |
| 2,5 l   | 5        | 128 kW   | 6-Gang-Schaltgetriebe, Automatikgetriebe | Diesel     |

##### Auf Basis des T5-GP (09/2009-2015)
| Motor              | Leistung | Getriebe                               | Kraftstoff |
| ------------------ | -------- | -------------------------------------- | ---------- |
| 2.0 TDI            | 75 kW    | 5-Gang                                 | Diesel     |
| 2.0 TDI BlueMotion | 84 kW    | 5-Gang                                 | Diesel     |
| 2.0 TDI            | 103 kW   | 6-Gang (4MOTION), 7-Gang-DSG           | Diesel     |
| 2.0 TDI            | 132 kW   | 6-Gang (4MOTION), 7-Gang-DSG (4MOTION) | Diesel     |
| 2.0 TSI            | 150 kW   | 6-Gang, 7-Gang-DSG (4MOTION)           | Benzin     |

### California (T6)

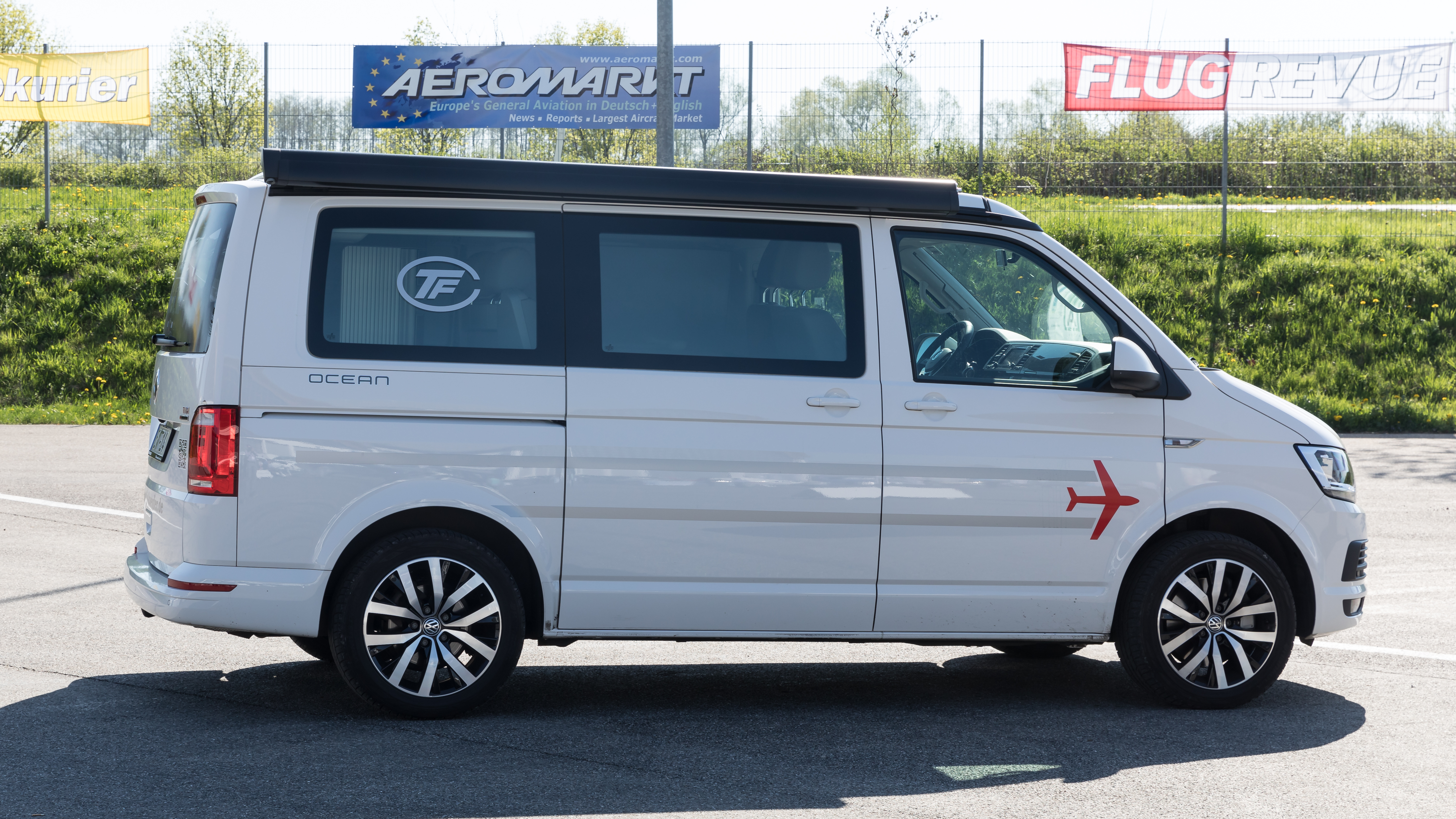
VW California Ocean (T6)

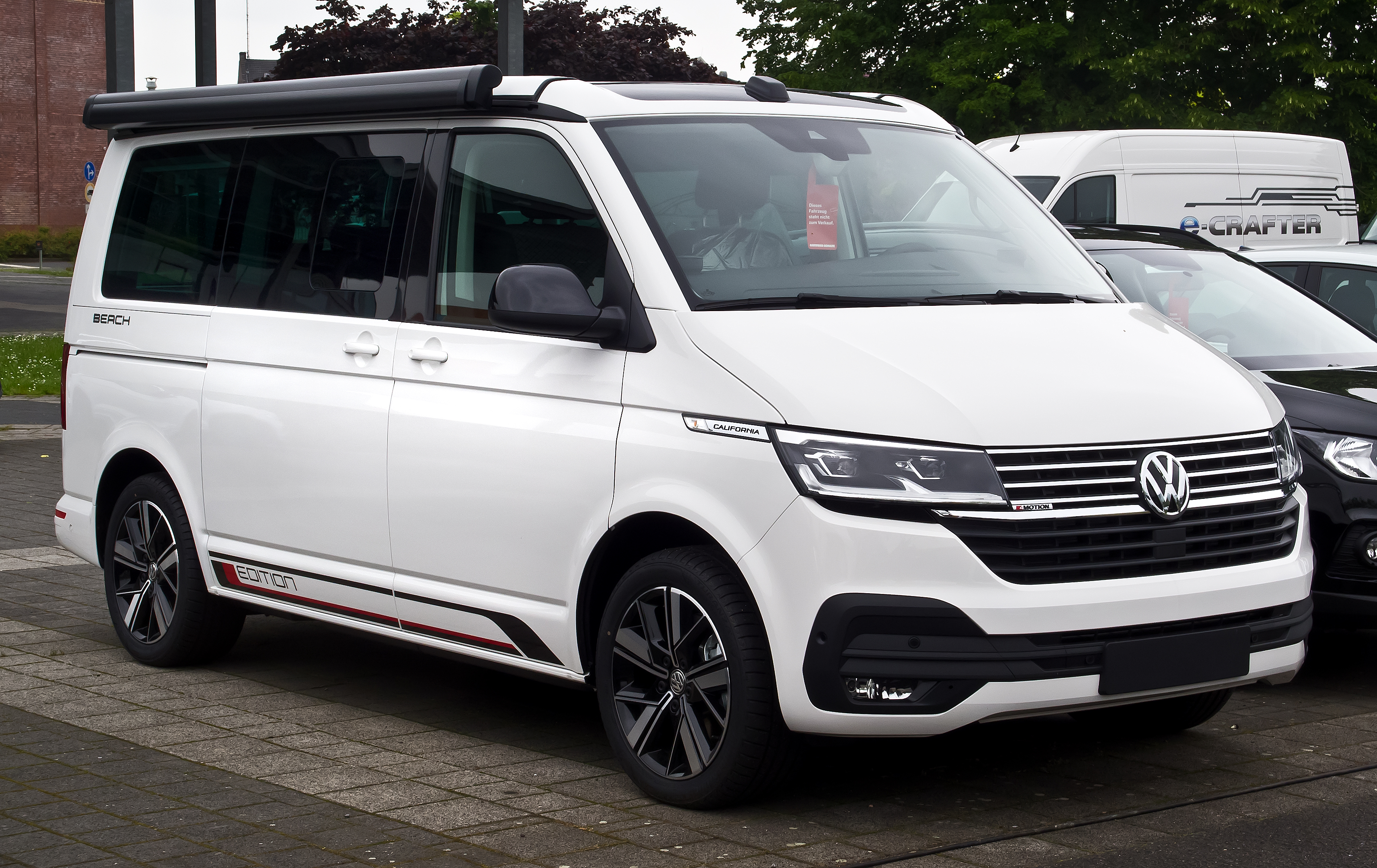
VW California Beach Edition (T6.1)

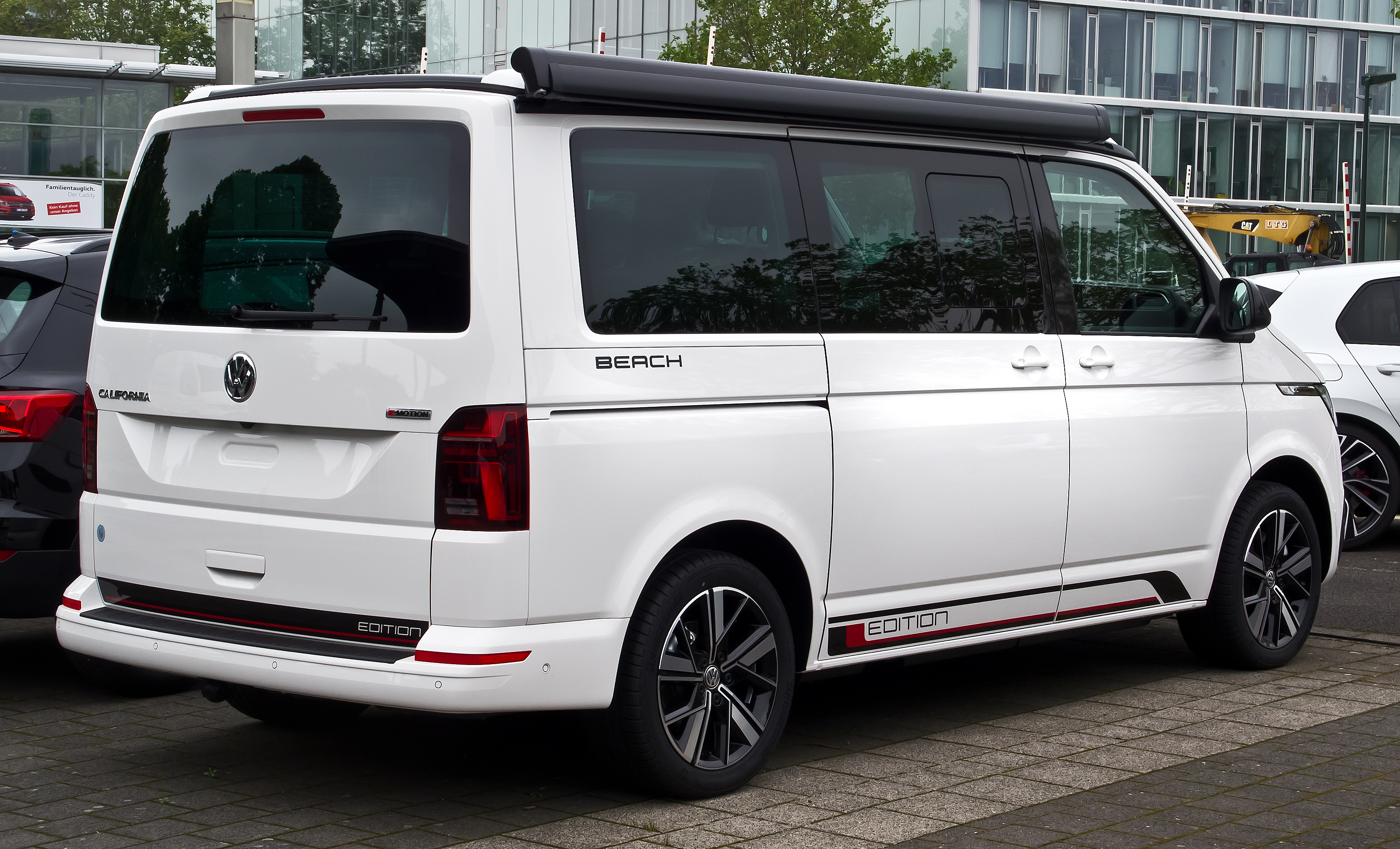
Heckansicht

#### Motoren
| Motor                | Leistung | Getriebe                           | Kraftstoff | Verbrauch [l/100 km] | CO2 [g/km] |
| -------------------- | -------- | ---------------------------------- | ---------- | -------------------- | ---------- |
| 2.0l TDI EU6 SCR BMT | 62 kW    | 5-Gang                             | Diesel     | 6,3                  | 164        |
| 2.0l TDI EU6 SCR BMT | 75 kW    | 5-Gang                             | Diesel     | 6,3                  | 164        |
| 2.0l TDI EU6 SCR BMT | 84 kW    | 5-Gang                             | Diesel     | 6,5                  | 170        |
| 2.0l TDI EU6 SCR BMT | 110 kW   | 6-Gang (4MOTION), 7-Gang (4MOTION) | Diesel     | 6,3–6,8              | 164–179    |
| 2.0l TDI EU6 SCR BMT | 146 kW   | 6-Gang (4MOTION), 7-Gang (4MOTION) | Diesel     | 7,3–8,5              | 191–211    |
| 2.0l TDI EU6 SCR BMT | 150 kW   | 6-Gang (4MOTION), 7-Gang (4MOTION) | Diesel     | 6,7–7,4              | 175–193    |
| 2.0l TSI EU6 BMT     | 110 kW   | 6-Gang                             | Benzin     | 9,5                  | 216        |
| 2.0l TSI EU6 BMT     | 150 kW   | 7-Gang (4MOTION)                   | Benzin     | 9,3–9,6              | 214–219    |

- Gültig für die Ausstattungsvariante „Beach“

#### Ausstattungsvarianten
Der VW T6 California ist in den drei Varianten „Beach“, „Coast“ und „Ocean“ erhältlich. Die wesentlichen Unterscheidungsmerkmale sind die Küche, der Aufstellmechanismus des Hubdaches und die Verglasung. Aufgrund der immer strengeren Verbrauchs- und Gewichtsreglementierungen sind bei den Sonderausstattungen immer häufiger Restriktionen gegeben.
Beach: Die Variante „Beach“ ist ohne Küchenzeile und Kasten im Heck ausgeführt. Ab T6.1: Die Sonderform „Beach Camper“ hat erstmals eine Miniküche, ausziehbar aus der Seitenwand unter dem mittleren Fenster hinter dem Fahrersitz. Dadurch ist das Fahrzeug als Wohnmobil typisiert und wird nicht in die PKW-Flottenemissionen von Volkswagen miteingerechnet. Die Variante „Beach Tour“ (PKW) hat bis zu sieben Sitze.
Coast: Die Variante „Coast“ besitzt eine richtige Campingausstattung mit Küchenblock.
Ocean: Die Variante „Ocean“ hat neben der Campingausstattung noch diverse Komfortfeatures wie elektrisches Hubdach serienmäßig.
| Variante | Küche | Aufstelldach       | Verglasung        |
| -------- | ----- | ------------------ | ----------------- |
| Beach    | nein  | manuell            | Einfachverglasung |
| Coast    | ja    | manuell            | Einfachverglasung |
| Ocean    | ja    | elektrohydraulisch | Doppelverglasung  |

## Aktuelle Modelle
Der aktuelle VW California basiert auf dem VW T7 Multivan, der wie Golf, Passat und andere durch den VW-Konzern produzierte Fahrzeuge auf dem Modularen Querbaukasten (MQB) basiert und unter anderem auch einen Hybrid-Antrieb bekommen wird. Eine sehr konkretes Konzept-Car mit Namen „VW T7 California Concept“ wurde am 25. August 2023 auf dem Caravan Salon Düsseldorf vorgestellt. Besonders sind hier vor allem die deutlich längere Karosserie (5,17 Meter statt wie bisher 4,90 Meter) sowie die zweite Schiebetür (Fahrerseite), die noch kein VW California zuvor als Standardausstattung hatte. Der Marktstart für den VW T7 California erfolgte im Mai 2024.

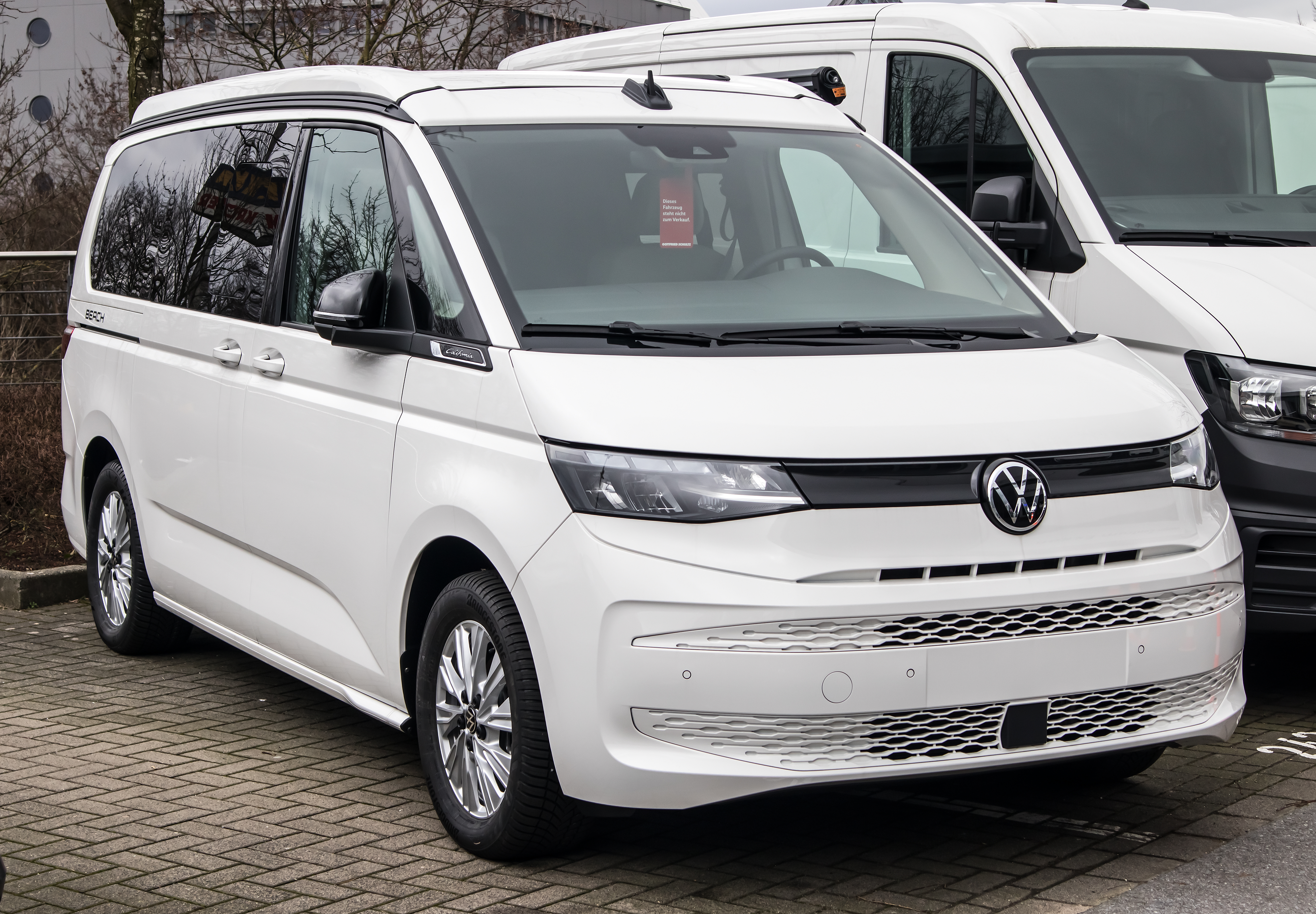
T7 California (seit 2024)
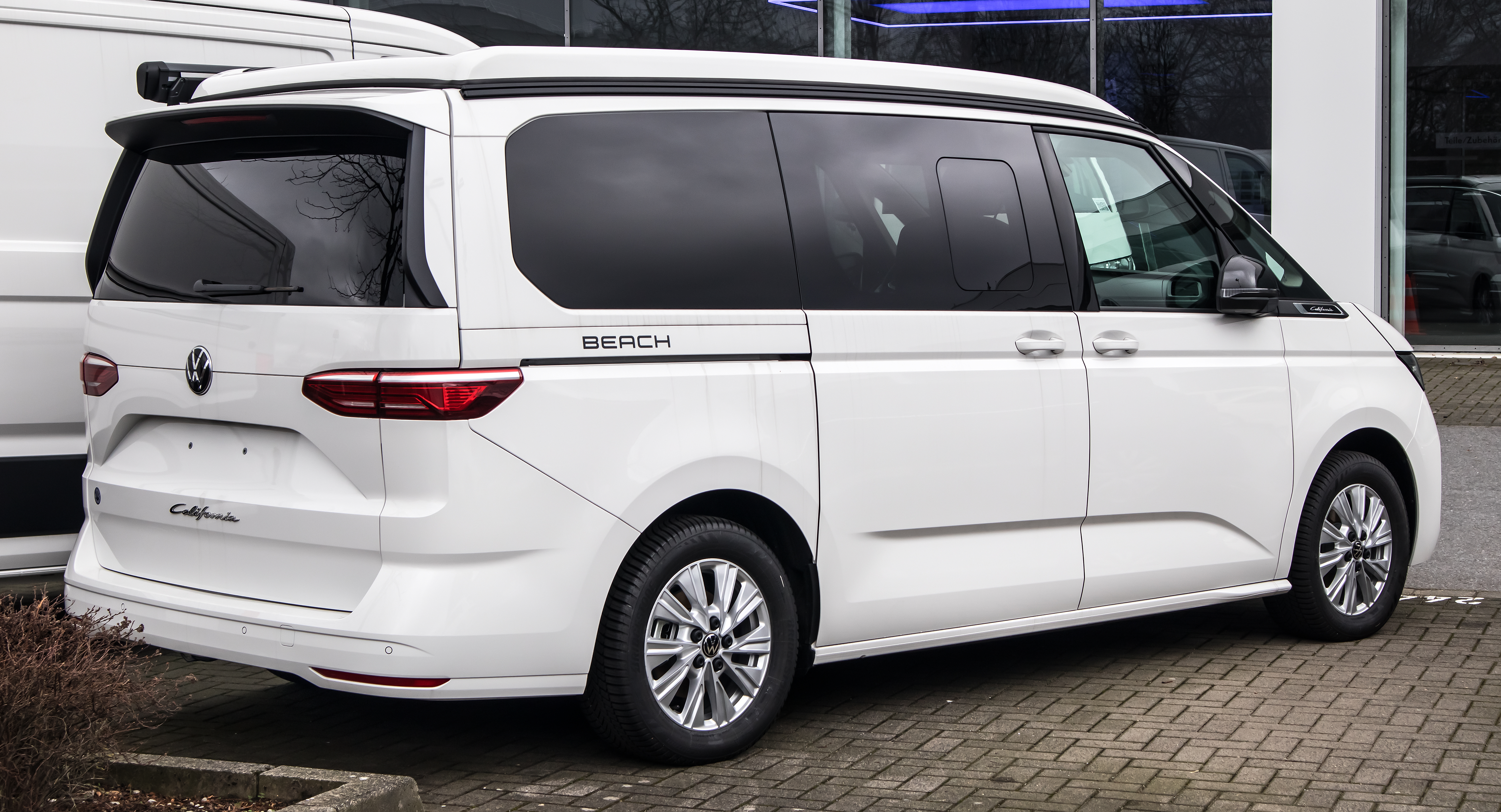
Heckansicht
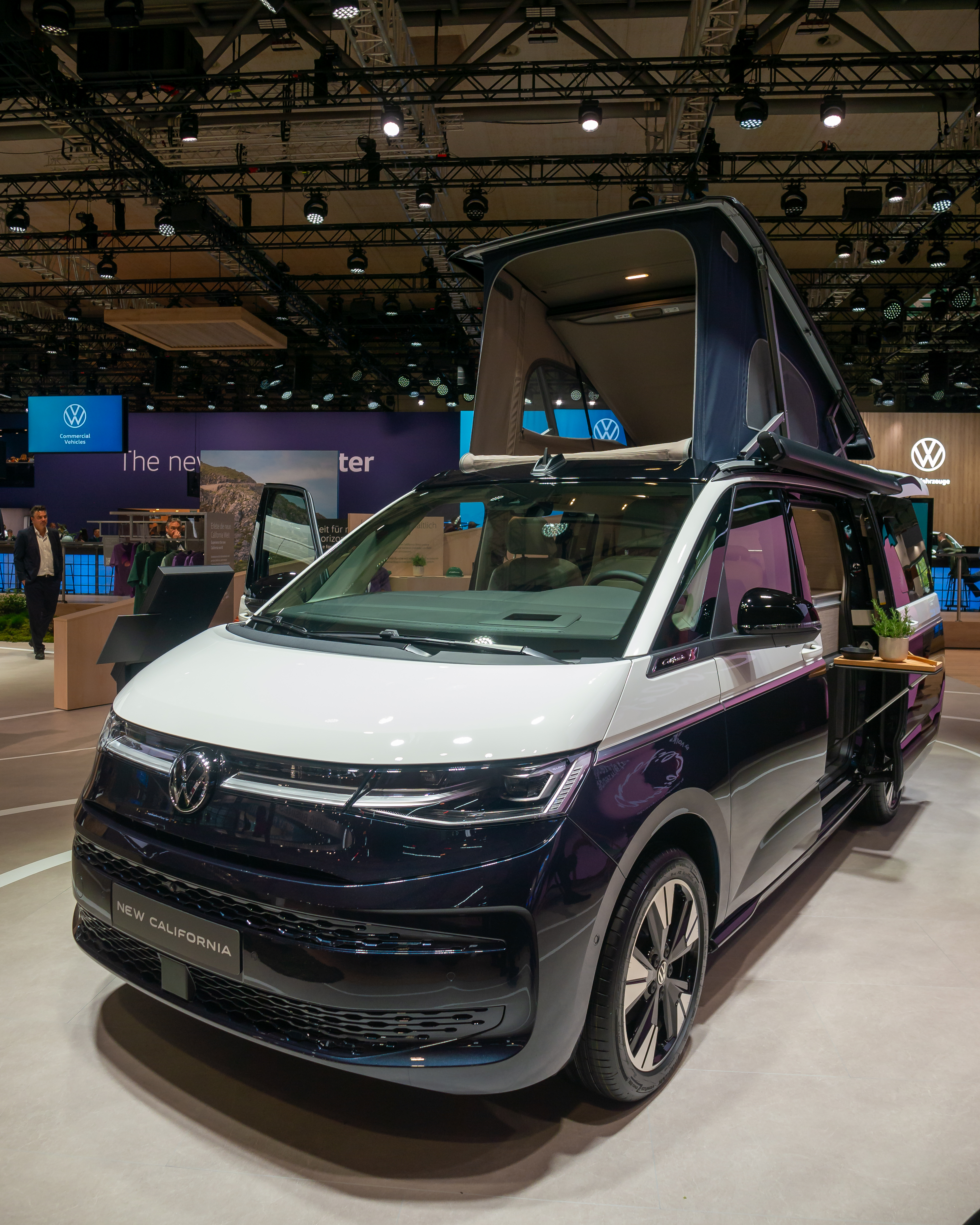
… mit ausgefahrenem Dachzelt